# Danuta Gierulanka
Danuta Gierulanka (ur. 4 marca 1909 w Krakowie, zm. 29 kwietnia 1995 tamże) – polska uczona w dziedzinie filozofii i matematyki.

## Życiorys
W 1932 ukończyła studia matematyczne na Uniwersytecie Jagiellońskim, następnie podjęła pracę w krakowskich gimnazjach. W tym czasie przygotowywała doktorat z psychologii na podstawie pracy O przyswajaniu sobie pojęć geometrycznych pod kierunkiem Władysława Heinricha. Podczas okupacji hitlerowskiej brała udział w tajnym nauczaniu. W latach 1945–1953 pracowała w Zakładzie Psychologii Doświadczalnej UJ, następnie w katedrze Analizy Matematycznej.  W latach 1958–1962 pracę w kierowanej przez Romana Ingardena Katedrze Filozofii poświęciła filozoficznym podstawom matematyki. Zwieńczeniem była habilitacja, którą uzyskała na podstawie rozprawy Zagadnienie swoistości poznania matematycznego. Od 1962 do 1971 pracowała jako docent w Katedrze Psychologii UJ. Została pochowana na cmentarzu Rakowickim w Krakowie.
Przekonania filozoficzne sytuują ją w kręgu fenomenologów. Jest autorką tłumaczeń dzieł Edyty Stein, Edmunda Husserla i Romana Ingardena.
Jej młodszym bratem był Jerzy Gierula.

## Wybrane publikacje
- 1958 O przyswajaniu sobie pojęć geometrycznych
- 1962 Zagadnienie swoistości poznania matematycznego